# مدوك
مدوك وهي أحد القرى التابعة لإمارة الفجيرة وتوجد هناك قريتين الأولى قرية مدوك الجديدة والتي تسمى حاليا بالغزيمري والأخرى هي قرية مدوك القديمة. وقرية مدوك القديمة تعتبر قرية جبلية تقع وسط الجبال التابعة لإمارة الفجيرة.قرية مدوك القديمة هي عبارة عن بيوت قديمه تتوسط مزرعة تسمى مزرعة مدوك وهذه القرية فيها العديد من البيوت القديمة التي كانت تستخدم في الماضي للسكن ولتخزين المؤن فيها. تم تشيد القرية من قبل قبيلة اليلايله المعروفة في إمارة الفجيرة. 
قرية مدوك القديمة تتميز بوجود العديد من أشجار النخيل والتي يمتد عمرها لأكثر من 100 عام والعديد من الأشجار الأخرى وتتميز مدوك القديمة كذلك بوجود عين ماء تم بناؤها قبل سنين لكي تمد المزروعات والنخيل بالماء ولا تزال عين الماء لوقتنا الحالي تمد المزرعة بالماء ولكن عين الماء في وقتنا الحين قلت كمية المياه التي تنبع منها وذلك يرجع إلى ندرة سقوط الأمطار في دولة الإمارات العربية المتحدة. قرية مدوك القديمة كانت في الماضي منبعاً للكرم والضيافة حيث كان خلفان بن عبيد اليليلي هو المؤسس والباني لهذه القرية التي تتوسط الجبال.وكانت قرية مدوك القديمة في الماضي تنبض بالحياة يأتي لها القريب والبعيد
وتُعد منطقة مدوك  من أهم الوجهات السياحية الطبيعية في الجزء الشمالي من الإمارة، وذلك بفضل  موقعها على الساحل ومميزاتها  السياحية وأهمها طبيعتها الخلابة بما تحتضنه من جبال وأودية وشواطئ، وحياة بحرية من مختلف الأنواع.
مدوك الجديدة والتي تعرف بمنطقة الغزيمري وهي تبعد حوالي 5 كيلومترات عن مدوك القديمة. مدوك الجديدة تم تشيدها في عام 1980م. ويقطن في مدوك الجديدة قبيلة اليلايله الذين انتقلوا في عام 1981 للعيش في مدوك الجديدة قادمين من مدوك القديمة.